# Masaki Chūgo
Masaki Chūgo (japanisch 中後 雅喜 Chūgo Masaki; * 16. Mai 1982 in der Präfektur Chiba) ist ein ehemaliger japanischer Fußballspieler.

## Karriere
Chūgo erlernte das Fußballspielen in der Universitätsmannschaft der Komazawa-Universität. Seinen ersten Vertrag unterschrieb er 2005 bei Kashima Antlers. Der Verein spielte in der höchsten Liga des Landes, der J1 League. Mit dem Verein wurde er 2007 und 2008 japanischer Meister. Für den Verein absolvierte er 69 Erstligaspiele. 2009 wechselte er zum Ligakonkurrenten JEF United Chiba. Am Ende der Saison 2009 stieg der Verein in die J2 League ab. Für den Verein absolvierte er 27 Ligaspiele. 2011 wechselte er zum Erstligisten Cerezo Osaka. Für den Verein absolvierte er 24 Erstligaspiele. 2012 wechselte er zum Zweitligisten Tokyo Verdy. Für den Verein absolvierte er 142 Ligaspiele. Ende 2017 beendete er seine Karriere als Fußballspieler.

## Erfolge
Kashima Antlers
- J1 League

Meister: 2007, 2008
- J.League Cup

Finalist: 2006
- Kaiserpokal

Sieger: 2007